# فلاح شكرجي
فلاح شكرجي (1963 -) هو فنان تشكيلي عراقي.

## حياته والنشأة
من مواليد بغداد 1963م. حصل على شهادة الدكتوراه في الفن التشكيلي من كلية الفنون الجميلة بجامعة بغداد. 

## مسيرته
عمل كتدريسي في قسم الفنون التشكيلية / كلية الفنون الجميلة/ جامعة صلاح الدين ـ اربيل في اقليم كوردستان العراق. حصل على العديد من شهادات التقدير من مؤسسات أجنبية وعربية ومحلية. له 3 معارض شخصية وأكثر من 45 مشاركة فنية داخل وخارج العراق.